# セサル・バルガス
セサル・バルガス（César Vargas、1991年12月30日 - ）は、メキシコ合衆国プエブラ州プエブラ出身のプロ野球選手（投手）。右投右打。メキシカンリーグのモンテレイ・サルタンズ所属。愛称は「シャーク」（後述）。

## 経歴

### プロ入りとヤンキース傘下時代
2009年5月30日に、17歳でニューヨーク・ヤンキースと契約を結び、傘下ルーキー級のドミニカン・サマーリーグ・ヤンキースでキャリアを開始。
2015年シーズンまでヤンキース傘下のマイナーリーグでプレーし、最高で傘下AAA級スクラントン・ウィルクスバリ・レイルライダースまで昇格した。ヤンキース最終年となった同年シーズンはAAA級スクラントンでは3試合の登板に終わったが、シーズンの大半を過ごした傘下AA級トレントンでは43試合に登板し6勝0敗4セーブ、防御率2.79の成績を残した。オフにFAとなった。

### パドレス時代
2015年11月20日にサンディエゴ・パドレスとメジャー契約を結ぶ。
2016年は当初傘下AA級サンアントニオ・ミッションズでプレーしていたが、開幕から先発ローテーションに入っていたロビー・アーリンの故障に伴い4月23日にAAAを飛び越えてメジャー初昇格。同日の対セントルイス・カージナルス2回戦（ペトコ・パーク）で先発としてメジャー初登板を果たし、5.0回をスティーブン・ピスコッティのソロ本塁打による1失点のみに抑えたが、勝敗はつかなかった。以後5月末までに7試合に先発したが、勝ち星を挙げることはできず、5月28日の対アリゾナ・ダイヤモンドバックス戦で2回途中7失点と打ち込まれた後に肘を痛めて故障者リスト入りし、そのままシーズン終了となった。
2017年3月31日にDFAとなり、6日後に傘下AA級サンアントニオに配属された。同年はAA級サンアントニオと傘下AAA級エル・パソ・チワワズでプレーし、メジャーでのプレーはなかった。オフにFAとなった。

### ナショナルズ傘下時代
2017年12月18日にワシントン・ナショナルズとマイナー契約を結ぶ。
2018年シーズンは主に傘下AAA級シラキュース・チーフスでプレーした。シラキュースでは先発12試合を含む13試合に登板したが1勝7敗、防御率5.92に終わり、メジャー昇格はなかった。オフにFAとなった。

### サルタンズ時代
2019年4月3日にメキシカンリーグのモンテレイ・サルタンズと契約を結ぶ。同年は先発18試合を含む32試合に登板し8勝6敗、防御率4.34の成績を残した。この年、メキシカンリーグに挑戦していた元ベイスターズの荒波翔とロッカーが隣になり親交が深まった事がきっかけで来日することになる。
2020年はCOVID-19の影響でシーズン中止となったため、公式戦での出場は無かった。

### 茨城時代
2020年12月16日、ベースボール・チャレンジ・リーグに加盟する茨城アストロプラネッツへの入団が発表された。将来的にNPBの球団でのプレーを希望していることがBCリーグ入団への決め手になったとされる。また、バルガス自身は2018年に日本代表との親善試合のため訪日した際に、年配の日本人からサポートを受けたことに感銘を受け、日本に行く希望を抱いていたと述べている。
2021年は5月3日に同じく新入団外国人選手のダリエル・アルバレスと共にチームに合流し、2日後の対神奈川フューチャードリームス戦で初登板。しかし、バルガス自身が東京オリンピックの野球メキシコ代表に選出され、代表のキャンプに合流する必要があることから、7月9日に茨城を退団することが球団から公式に発表された。茨城では7月の離脱までの間、10試合に登板し5勝2敗1セーブ、防御率1.64の成績を残した。

### サルタンズ復帰
2021年7月5日に前述の代表のキャンプに伴う帰国と併せ、かつて所属したモンテレイへの復帰が発表された。
オリンピックでは、オープニングラウンドの日本戦で1イニングを12球で抑える投球を見せた。

### 茨城復帰
オリンピック終了後の8月4日に茨城に復帰することが発表された。

### オリックス時代
2021年8月21日にNPBのオリックス・バファローズと契約を結んだ。背番号は「59」。8月28日に一軍登録され、翌29日の対福岡ソフトバンクホークス戦（京セラドーム大阪）に同点の7回表から登板して2イニングを1失点に抑え、チームが7回裏に4点を入れたことでNPB初勝利を挙げた。この試合では、茨城で同僚だったダリエル・アルバレスがソフトバンクのスタメンとして出場し、バルガスの登板前にNPB初本塁打を放っている。9月11日の対埼玉西武ライオンズ戦に初先発したが6失点を喫した5回途中に左脇腹の違和感により負傷降板した。レギュラーシーズンは5試合に登板して1勝1敗1ホールドの成績だった。
千葉ロッテマリーンズと対戦したクライマックスシリーズファイナルステージでは、第3戦の5回から登板、2回を無失点に抑えた。東京ヤクルトスワローズと対戦した日本シリーズでは第2戦からベンチ入りし、第2戦で9回に登板して1失点、第3戦は5回二死二塁の場面で登板し連続四球の後に中村悠平に安打を打たれて先取点を許した。11月30日にメキシコに帰国した。
2022年12月2日に自由契約公示された。

### オリックス退団後
2023年3月に開催された第5回ワールド・ベースボール・クラシック(WBC)のメキシコ代表に選出された。
同年4月から、モンテレイに復帰した。

## 選手としての特徴
最速159km/hを計測したストレートに加え、縦変化のスライダー、シンカー、カットボールが武器。メジャーでの最速はロサンゼルス・ドジャース戦で計測した93.8mph（約151km/h）。

## 人物
愛称は「シャーク」。これは自身が鮫好きであることから茨城時代のチームメイトに付けられた。

## 詳細情報

### 年度別投手成績
| 年 度    | 球 団      | 登 板 | 先 発 | 完 投 | 完 封 | 無 四 球 | 勝 利 | 敗 戦 | セ 丨 ブ | ホ 丨 ル ド | 勝 率 | 打 者 | 投 球 回 | 被 安 打 | 被 本 塁 打 | 与 四 球 | 敬 遠 | 与 死 球 | 奪 三 振 | 暴 投 | ボ 丨 ク | 失 点 | 自 責 点 | 防 御 率 | W H I P |
| -------- | ---------- | ----- | ----- | ----- | ----- | -------- | ----- | ----- | -------- | ----------- | ----- | ----- | -------- | -------- | ----------- | -------- | ----- | -------- | -------- | ----- | -------- | ----- | -------- | -------- | ------- |
| 2016     | SD         | 7     | 7     | 0     | 0     | 0        | 0     | 3     | 0        | 0           | .000  | 154   | 34.0     | 41       | 5           | 15       | 1     | 1        | 28       | 0     | 0        | 19    | 19       | 5.03     | 1.65    |
| 2021     | オリックス | 5     | 1     | 0     | 0     | 0        | 1     | 1     | 0        | 1           | .500  | 45    | 9.0      | 13       | 4           | 4        | 0     | 1        | 7        | 2     | 0        | 11    | 11       | 11.00    | 1.89    |
| 2022     | オリックス | 8     | 1     | 0     | 0     | 0        | 0     | 1     | 0        | 2           | .000  | 66    | 13.2     | 18       | 1           | 8        | 0     | 0        | 11       | 0     | 0        | 11    | 10       | 6.59     | 1.90    |
| MLB：1年 | MLB：1年   | 7     | 7     | 0     | 0     | 0        | 0     | 3     | 0        | 0           | .000  | 154   | 34.0     | 41       | 5           | 15       | 1     | 1        | 28       | 0     | 0        | 19    | 19       | 5.03     | 1.65    |
| NPB：2年 | NPB：2年   | 13    | 2     | 0     | 0     | 0        | 1     | 2     | 0        | 3           | .333  | 111   | 22.2     | 31       | 5           | 12       | 0     | 1        | 18       | 2     | 0        | 22    | 21       | 8.34     | 1.90    |

- 2022年度シーズン終了時

### オリンピックでの投手成績
| 年 度 | 代 表    | 登 板 | 先 発 | 勝 利 | 敗 戦 | セ ｜ ブ | 打 者 | 投 球 回 | 被 安 打 | 被 本 塁 打 | 与 四 球 | 敬 遠 | 与 死 球 | 奪 三 振 | 暴 投 | ボ ｜ ク | 失 点 | 自 責 点 | 防 御 率 |
| ----- | -------- | ----- | ----- | ----- | ----- | -------- | ----- | -------- | -------- | ----------- | -------- | ----- | -------- | -------- | ----- | -------- | ----- | -------- | -------- |
| 2021  | メキシコ | 2     | 0     | 0     | 0     | 0        | 4     | 1.1      | 0        | 0           | 0        | 0     | 0        | 2        | 0     | 0        | 0     | 0        | 0.00     |

### WBCでの投手成績
| 年 度 | 代 表    | 登 板 | 先 発 | 勝 利 | 敗 戦 | セ ｜ ブ | 打 者 | 投 球 回 | 被 安 打 | 被 本 塁 打 | 与 四 球 | 敬 遠 | 与 死 球 | 奪 三 振 | 暴 投 | ボ ｜ ク | 失 点 | 自 責 点 | 防 御 率 |
| ----- | -------- | ----- | ----- | ----- | ----- | -------- | ----- | -------- | -------- | ----------- | -------- | ----- | -------- | -------- | ----- | -------- | ----- | -------- | -------- |
| 2023  | メキシコ | 2     | 0     | 0     | 0     | 0        | 6     | 1.0      | 2        | 0           | 1        | 0     | 0        | 1        | 0     | 0        | 3     | 3        | 27.00    |

### 年度別守備成績
| 年 度 | 球 団      | 投手（P） | 投手（P） | 投手（P） | 投手（P） | 投手（P） | 投手（P） |
| 年 度 | 球 団      | 試 合     | 刺 殺     | 補 殺     | 失 策     | 併 殺     | 守 備 率  |
| ----- | ---------- | --------- | --------- | --------- | --------- | --------- | --------- |
| 2016  | SD         | 7         | 4         | 11        | 0         | 0         | 1.000     |
| 2021  | オリックス | 5         | 1         | 2         | 0         | 0         | 1.000     |
| 2022  | オリックス | 8         | 1         | 2         | 1         | 0         | .750      |
| MLB   | MLB        | 7         | 4         | 11        | 0         | 0         | 1.000     |
| NPB   | NPB        | 13        | 2         | 4         | 1         | 0         | .857      |

- 2022年度シーズン終了時

### 記録

#### NPB
初記録
- 初登板・初ホールド：2021年8月28日、対福岡ソフトバンクホークス16回戦（京セラドーム大阪）、7回表一死に3番手で救援登板、2/3回無失点
- 初勝利：2021年8月29日、対福岡ソフトバンクホークス17回戦（京セラドーム大阪）、7回表に4番手で救援登板、2回1失点
- 初奪三振：同上、7回表に甲斐拓也から空振り三振
- 初先発登板：2021年9月11日、対埼玉西武ライオンズ20回戦（メットライフドーム）、4回1/3を6失点で敗戦投手

### 独立リーグでの投手成績
| 年 度     | 球 団     | 防 御 率 | 登 板 | 勝 利 | 敗 戦 | セ 丨 ブ | 完 投 | 完 封 | 無 四 球 | 投 球 回 | 打 者 | 被 安 打 | 被 本 塁 打 | 奪 三 振 | 与 四 球 | 与 死 球 | 失 点 | 自 責 点 | 暴 投 | ボ 丨 ク |
| --------- | --------- | -------- | ----- | ----- | ----- | -------- | ----- | ----- | -------- | -------- | ----- | -------- | ----------- | -------- | -------- | -------- | ----- | -------- | ----- | -------- |
| 2021      | 茨城      | 1.57     | 12    | 5     | 2     | 1        | 0     | 0     | 0        | 46.0     | 174   | 27       | 1           | 39       | 13       | 2        | 8     | 8        | 2     | 0        |
| 通算：1年 | 通算：1年 | 1.57     | 12    | 5     | 2     | 1        | 0     | 0     | 0        | 46.0     | 174   | 27       | 1           | 39       | 13       | 2        | 8     | 8        | 2     | 0        |

### 背番号
- 49（2016年・2019年・2021年 - 同年8月）
- 59（2021年8月23日 - 2022年）

### 代表歴
- 2020年オリンピック野球メキシコ代表
- 2023 ワールド・ベースボール・クラシック・メキシコ代表